# Kaizo Mario World
Kaizo Mario World (改造マリオワールド Kaizō Mario Wārudo?), también conocido como Asshole Mario (lit. Mario desagradable), es una serie de tres hack ROMs del videojuego de Super Nintendo Super Mario World. Fueron creados por T. Takemoto. El término «Kaizo Mario World» se deriva de Jisaku no Kaizō Mario (Super Mario World) o Yūjin ni Play Saseru. La serie fue creada por Takemoto para que lo jugara su amigo, R. Kiba.
Kaizo Mario World presenta diseños de niveles extremadamente difíciles en el motor de Super Mario World. La serie se destaca por romper deliberadamente las normas «aceptadas» de diseño de niveles e introdujo muchos elementos básicos de los hacks posteriores de Kaizo, como colocar bloques ocultos donde es probable que el jugador salte, desplazamiento automático extremadamente rápido, morir después del poste de la meta, y varias otras trampas. La frustración resultante del jugador, así como el nivel de habilidad requerido, son tanto el propósito de los trucos como el atractivo de cualquier video de gameplay.

## Jugabilidad
Kaizo Mario World consta de tres videojuegos de plataformas de desplazamiento lateral en los que el jugador controla a Mario o a Luigi. Ya que son hack ROMs, emplean las mismas mecánicas de Super Mario World al mismo tiempo que introducen el uso de bugs para avanzar en los niveles. Estos hack ROMs son notables por empujar los límites de la coordinación humana y cuentan con perfecta ejecución en los trucos y saltos, que generalmente requieren el uso de ensayo y error.
Cada uno de los tres hack ROMs comienza al matar a Mario durante la escena de apertura a menos que el jugador realice una determinada acción.

## Historia
Kaizo Mario World ganó popularidad después de su video de presentación subido a YouTube con el título Asshole Mario. Los videos de gameplay de Kaizo Mario World recibieron millones de visitas. Su dificultad única también atrajo a la comunidad de speedrunning. El 23 de abril de 2008, Ben DeMario fue la primera persona en completar el juego original sin morir una sola vez. Luego esta hazaña también fue lograda por dram55 y Calco2.
Los juegos posteriores de la serie no tuvieron tanta popularidad como el original, pero siguen siendo juegos muy populares para speedruns o videos de gameplay. Kaizo Mario World 3, el juego final de la serie, es ampliamente considerado como el hack de Super Mario World Kaizo más difícil de vencer por humanos que existe, siendo muy notable por su pelea final con el jefe que emplea mucho RNG.

## Hack ROMs
| 2007 | Kaizo Mario World   |
| 2007 | Kaizo Mario World 2 |
| 2008 |                     |
| 2009 |                     |
| 2010 |                     |
| 2011 |                     |
| 2012 | Kaizo Mario World 3 |

| Videojuego          | Año  | Plataforma     |
| ------------------- | ---- | -------------- |
| Kaizo Mario World   | 2007 | Super Nintendo |
| Kaizo Mario World 2 | 2007 | Super Nintendo |
| Kaizo Mario World 3 | 2012 | Super Nintendo |

## Recepción
El Kaizo Mario World original se ubica como el hack Kaizo más descargado de todos los tiempos en SMW Central, el repositorio principal de hack ROMs de Super Mario World, con más de 51,000 descargas desde el repositorio oficial.. Kaizo Mario World 2 y 3 son menos destacados, pero aún ocupan el puesto 17 y 14 de todos los tiempos con más de 10.000 y 12.500 descargas, respectivamente.
En 2015, IGN declaró que Kaizo Mario World «es divertido, impresionante y extremadamente entretenido. Kaizo Mario no fue el primer hack difícil de Mario, pero fue el más pulido y el primero en comprender que no se trata sólo de ser lo más difícil posible. Castigar a los jugadores es una forma de arte».

### Legado
La palabra japonesa "kaizō" (改造?) simplemente se refiere a ROM hacking en la industria de los videojuegos, ya que su significado literal es «reorganizar», «reestructurar» o «reconstruir», pero la prominencia de Kaizo Mario World significa que otros hack ROMs usaron este término para indicar un nivel extremo de dificultad, como Kaizo Mario Bros. 3, Kaizo Mario 64, SMG2 The Kaizo Green Stars y el mapa Kaizo Caverns de Minecraft. Esto llevó a la creación del término «Kaizo Hack» que define un hack ROM de cualquier videojuego destinado a ser extremadamente difícil o injusto, con la intención de llevar la dificultad al límite de las capacidades humanas. Varios de ellos han sido jugados en vivo, tanto en speedruns individuales como en competiciones, en eventos de Games Done Quick.
Kaizo Mario World también fue la inspiración para muchos niveles creados dentro de Super Mario Maker. Dos de los más notables son los niveles creados por PangaeaPanga titulados Pit of Panga: P Break y U-Break, el último de los cuales fue reconocido en 2018 por el Libro Guinness de los Récords Mundiales como el nivel más difícil creado en Super Mario Maker.